# 曽根サティ
曽根サティ（そねサティ）は、かつて福岡県北九州市小倉南区下曽根でマイカル（現：イオンリテール）が運営していた商業施設。

## 概要
JR九州下曽根駅周辺で初の大型店である「ニチイ曽根店」として1980年（昭和55年）11月に開業した。
後にサティに業態転換した。
後に小倉南区役所曽根出張所も店の近くに移転している。
しかし、下曽根駅南口に西友系のザ・モール小倉が小倉西武とトイザらスを核店舗として約150店舗という規模で1995年（平成7年）4月22日に開店し、競争が激化することになった。
マイカルの会社更生過程で不採算店舗として位置づけられ、2005年（平成17年）2月末に閉店し、25年の歴史に幕を閉じた。
店舗跡にはレッドキャベツ曽根店が出店したが後に閉店・解体され、現在はダイレックス下曽根店が同地で営業している。